# Pawieł Mażejka
Pawieł Iwanawicz Mażejka (biał. Павел Іванавіч Мажэйка, ros. Павел Иванович Можейко, Pawieł Iwanowicz Możejko, ur. 25 maja 1978 w Grodnie) – białoruski dziennikarz i działacz społeczny.

## Życiorys
W 2000 ukończył studia na Grodzieńskim Uniwersytecie Państwowym im. Janki Kupały ze specjalnością nauczyciela historii i wiedzy o kulturze.
Od 1996 pracował jako dziennikarz w grodzieńskiej gazecie „Pahonia”, która w 2001 została zamknięta decyzją Najwyższego Sądu Gospodarczego. 24 czerwca 2002 został skazany przez Sąd Rejonowy w Grodnie na dwa lata ograniczenia wolności za zniesławienie prezydenta Republiki Białorusi z oskarżeniem go o popełnienie szczególnie ciężkich przestępstw. Podstawą do wydania wyroku był artykuł, jaki ukazał się w „Pahoni” w trakcie wyborów prezydenckich w 2001. Wyrok odbył w zakładzie poprawczym o charakterze otwartym, wykonywał pracę robotnika tartacznego w Żłobinie. W wyniku amnestii czas odbywania kary został skrócony do roku. 22 marca 2003 za dobre sprawowanie został warunkowo zwolniony z odbywania kary.
Powrócił do wykonywania zawodu dziennikarza. W latach 2003–2004 był redaktorem gazety „Dień”. Współpracował z agencją informacyjną BiełaPAN, Telewizja Polska, miesięcznikiem „Czasopis”, publikował w czasopismach polskich i amerykańskich. Odbył staże dziennikarskie w „Gazecie Wyborczej”, „Asheville Citizen-Times” (Asheville, USA) oraz w Radiu Swoboda.
W latach 2005–2007 pełnił funkcję rzecznika prasowego kandydata w wyborach prezydenckich Alaksandra Milinkiewicza. W 2007 wszedł w skład Rady Ruchu „O Wolność”, na czele którego stanął Milinkiewicz.
Od 2007 związany z telewizją Biełsat. Prowadził program „Gość Biełsatu” (biał. Госьць Белсату). W marcu 2009 ogłosił swoją rezygnację z pracy w Biełsacie w proteście przeciwko odwołaniu Agnieszki Romaszewskiej z funkcji dyrektora stacji. Powrócił do pracy po przywróceniu Romaszewskiej na stanowisko. 1 czerwca 2009 objął funkcję dyrektora wykonawczego Biełsatu.
Od 1997 jest członkiem, a od 2003 prezesem Zarządu w Grodnie Białoruskiego Stowarzyszenia Dziennikarzy. Był koordynatorem projektu kulturalno-wydawniczego „Biblioteka Grodzieńska”.
W dniu 22 maja 2017 r. Sąd Rejonu Leninskiego w Grodnie uznał Mażejkę za winną nielegalnego wytwarzania i rozpowszechniania informacji dla zagranicznych mediów. Podstawą oskarżenia były wydarzenia z 25 marca 2017 r., kiedy Pawieł Mażejka wypowiadał się na dozwolonym wiecu w Grodnie w Święto Wolności. Sędzia Alena Petrova wydała postanowienie o ukaraniu Możejki grzywną w wysokości 23 podstawowych kwot - 529 rubli.
W dniu 26 marca 2021 r. Prokuratura Generalna wszczęła postępowanie karne przeciwko Pawło Możejkie, a także Aleśowi Puszkinowi za jego portret Auhiena Żychara, wystawiony w „Centrum życia miejskiego” Możejki, za „rehabilitację i usprawiedliwienie nazizmu". 29 marca Paweł Mażeika został zwolniony z więzienia w Grodnie.
Pawieł Mażejka został ponownie zatrzymany 31 sierpnia 2022 r., kiedy przyjechał do Grodna z Polski. Przeszukano mieszkanie dziennikarza oraz miejsce zamieszkania jego rodziców. W lipcu 2023 roku Mażejka został skazany na 6 lat kolonii karnej o zaostrzonym rygorze.